# 萨木察仓活佛
萨木察仓活佛（藏語：ཟམ་ཚ་ཚང，威利转写：zam tsha tshang），又稱那木喀呼圖克圖，在清代駐京八大呼圖克圖排名第五，民國加封「般若圓修」名號。为甘肃拉卜楞寺四大赛赤之一，至今已传七世。因第一世担任了噶丹赤巴而建立转世系统。除第一世以外，其余六世皆住锡拉寺。名称“萨木察”来自第一世的出生地。

## 历世萨木察仓活佛
| 世代   | 生卒年         | 中文姓名     |
| ------ | -------------- | ------------ |
| 第一世 | 1690年－1750年 | 俄昂南喀桑   |
| 第二世 | 1768年－1821年 | 晋美南喀     |
| 第三世 | 1821年－1832年 | 罗藏称勒嘉措 |
| 第四世 | 1833年－1874年 | 晋美桑珠嘉措 |
| 第五世 | 1875年－1899年 | 噶藏晋美南喀 |
| 第六世 | 1901年－1954年 | 噶藏琅柔嘉措 |
| 第七世 | 1982年－       | 罗藏南喀坚赞 |